# Romaniv, Luțk
Romaniv (în ucraineană Романів) este localitatea de reședință a comunei Romaniv din raionul Luțk, regiunea Volînia, Ucraina.

## Demografie
Componența lingvistică a localității Romaniv
     Ucraineană (98,45%)
     Rusă (1,42%)
     Alte limbi (0,13%)
Conform recensământului din 2001, majoritatea populației localității Romaniv era vorbitoare de ucraineană (98,45%), existând în minoritate și vorbitori de rusă (1,42%).